# Wniebowzięcie Marii (obrazy El Greca)
Wniebowzięcie Marii – obraz olejny hiszpańskiego malarza pochodzenia greckiego Dominikosa Theotokopulosa, znanego jako El Greco. Dzieło pierwotnie zdobiło ołtarz kościoła bernardynów Santo Domingo de Silos w Toledo, obecnie znajduje się w Art Institute w Chicago. Jest datowany i sygnowany nazwiskiem malarza, greckimi literami: domènikos theotokópoulos krès ó deixas.

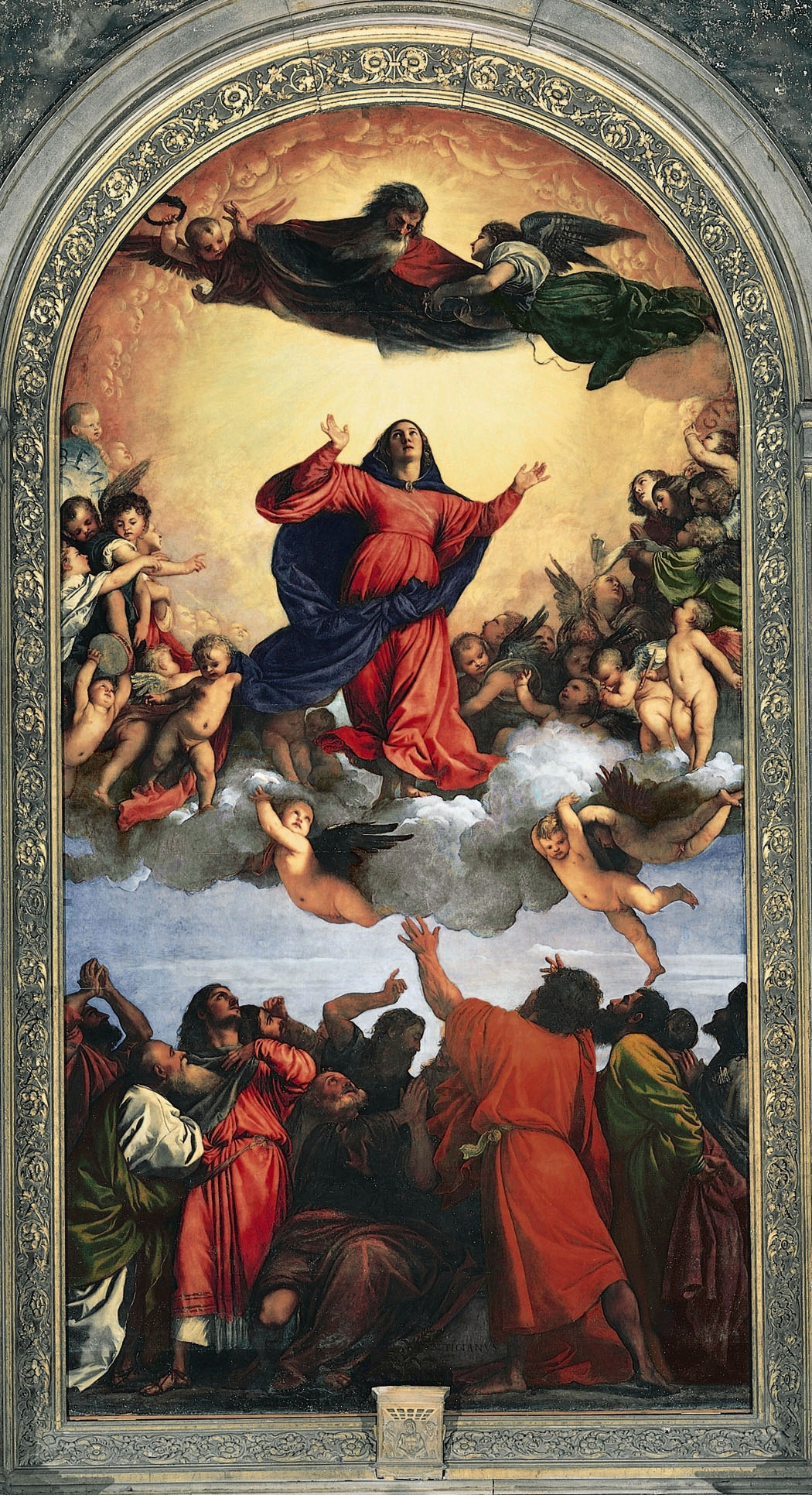
Assunte Tycjana

Obrazy do trzech nastaw ołtarzowych w kościele w Toledo było jednym z dwóch zamówień otrzymanych po przybyciu do tego miasta. Drugim zleceniem było namalowanie Obnażenie z szat. Najważniejszym obrazem było Wniebowzięcie Marii.
El Greco bardzo chciał by wykonane prace przypadły do gustu donatorom i korzystając z powszechnej opinii, iż był uczniem Tycjana, maluje obraz utrzymany w stylu włoskiego mistrza. Jego Wniebowzięcie w dużym stopniu przypomina Assunte Tycjana i jest utrzymany w podobnej kompozycji. Obraz podzielony jest na dwie strefy: ziemską i nadprzyrodzoną, oddzielone od siebie płaskim obłokiem. Każda z postaci jest jednocześnie zindywidualizowanym anonimowym portretem co widać na przykładzie główki dziecka wyglądającego z góry spoza obłoków, przy czym np. apostołowie są modelami z jego poprzednich prac: Chrystus uzdrawiający ślepca i Wypędzenie przekupniów ze świątyni. Portrety Aniołów są równie cielesne co postacie apostołów.
W odróżnieniu od wersji tycjanowskiej, apostołowie nie wznoszą ku górze wzroku by obserwować cud (poza jednym uczniem), lecz skupieni są na pustym grobie i rozmowie pomiędzy sobą. Madonna ma typowe rysy włoskie, drobne kobiece dłonie skierowane ku niebu przypominają te z obrazów Jacopa Pontorma. El Greco poszedł jeszcze dalej w naśladownictwie włoskiego stylu i chcąc wywołać głębię namalował skośnie ustawiony sarkofag. Popełnił jednak kilka błędów w perspektywie rezultatem czego zahamowały one wrażenie tego zaznaczonego kierunku i obraz pozostał płaski i ograniczony do pierwszego planu Prawdopodobnie zdawał sobie sprawę z niedoskonałości obrazu, z nadmiaru obcej mu koncepcji malarskiej przez co wbrew swoim zwyczajom nigdy więcej nie powrócił do tego tematu.